# Theodor Mommsen

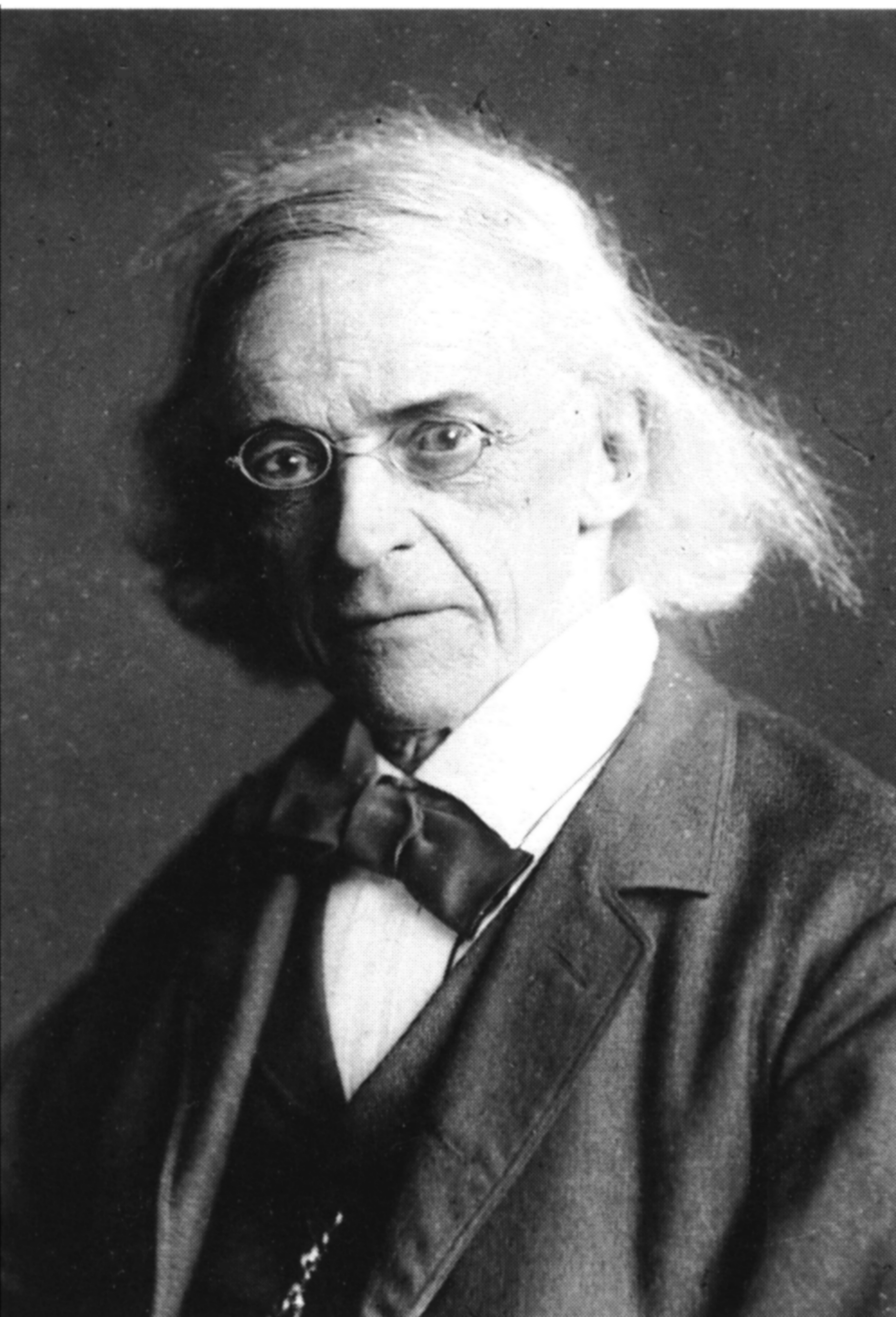
Theodor Mommsen in hohem Alter

Christian Matthias Theodor Mommsen (* 30. November 1817 in Garding, Herzogtum Schleswig; † 1. November 1903 in Charlottenburg) war ein deutscher Historiker und gilt als einer der bedeutendsten Altertumswissenschaftler des 19. Jahrhunderts. Seine Werke und Editionen zur römischen Geschichte sind für die heutige Forschung noch immer von grundlegender Bedeutung. Unter anderem wegen seines Werks Römische Geschichte wurde er 1902 mit dem Nobelpreis für Literatur geehrt.

## Leben

### Herkunft, Jugend, Studium

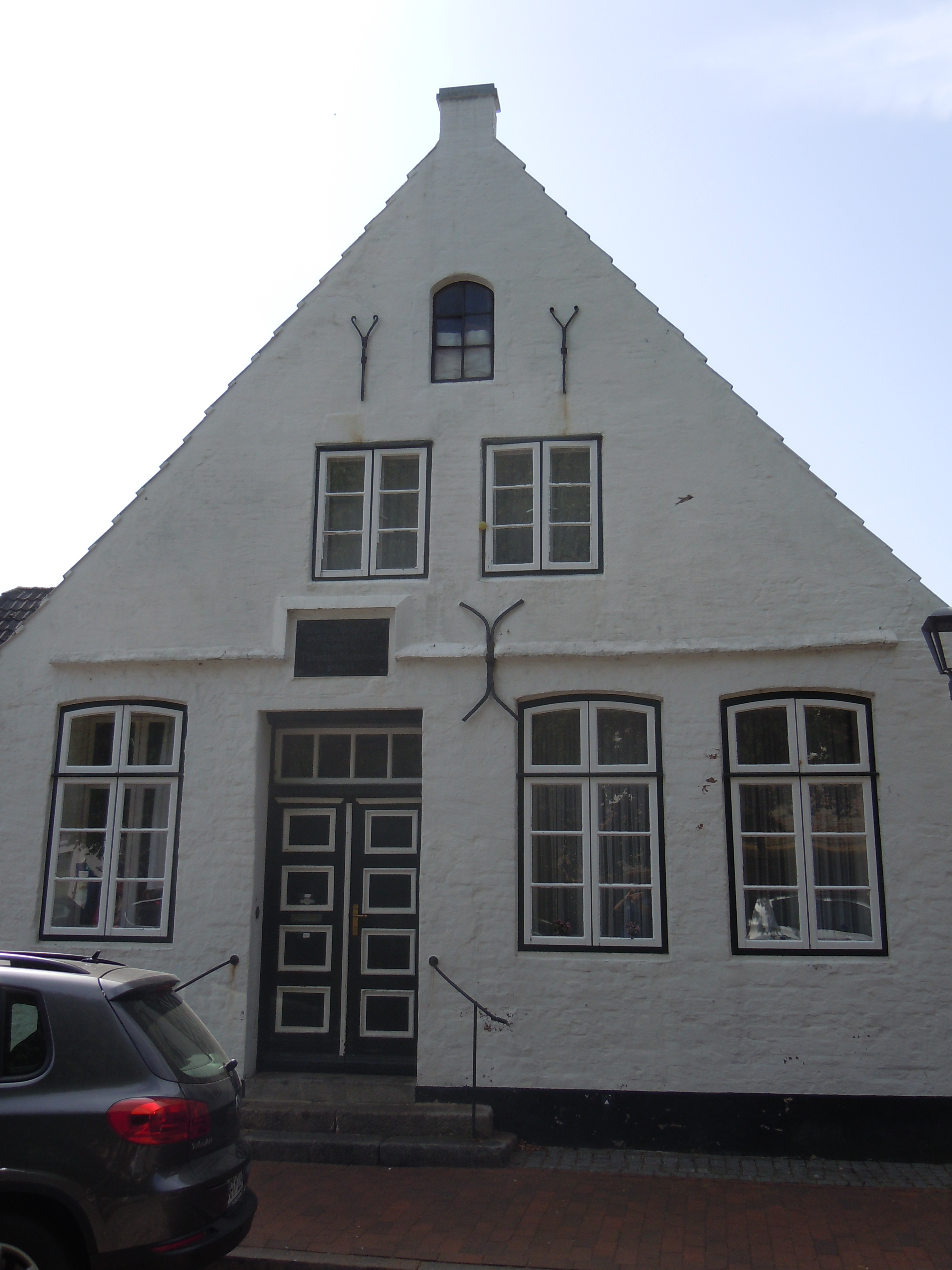
Geburtshaus in Garding

Theodor Mommsen stammte aus einer Pfarrerfamilie; sein Vater Jens Mommsen war seit 1821 Pfarrer in Oldesloe im Herzogtum Holstein, wo der älteste Sohn Theodor zusammen mit seinen zwei Brüdern Tycho (1819–1900) und August (1821–1913) sowie seiner Schwester Marie (1828–1893) aufwuchs. Den strengen christlichen Glaubensvorstellungen des Vaters entzogen sich die Kinder nach und nach, jedoch blieb Mommsen bis ans Lebensende ein überzeugter liberaler Protestant, mit einer deutlichen Abneigung gegen den Katholizismus. Obwohl die Familie in eher ärmlichen Verhältnissen lebte, weckte Jens Mommsen bei seinen Kindern früh das Interesse an den antiken Klassikern. 
Nach anfänglichem Privatunterricht besuchte Theodor Mommsen ab Oktober 1835 das Christianeum in Altona und begann im Mai 1838 ein Jurastudium an der Universität Kiel. Hier trat er der Burschenschaft Albertina (heute Teutonia) bei und lernte 1839 den später als Dichter berühmt gewordenen Jurastudenten Theodor Storm kennen. Mit diesem teilte er sich zeitweise eine Wohnung in der Flämischen Straße und veröffentlichte zusammen mit ihm und seinem jüngeren Bruder Tycho 1843 das Liederbuch dreier Freunde, eine Gedichtsammlung, die von der Literaturkritik freundlich aufgenommen wurde. Im selben Jahr wurde Mommsen in Kiel bei Georg Christian Burchardi mit der Arbeit Ad legem de scribis et viatoribus et De auctoritate promoviert. Wiewohl eigentlich Jurist, widmete er sich fortan ausgehend von seinen Studien zum Römischen Recht fast ausschließlich der Alten Geschichte, die erst um diese Zeit als eigene Disziplin entstand.

### Lehrtätigkeit und Reisen
Mommsen strebte eine wissenschaftliche Laufbahn an, musste zunächst aber seinen Lebensunterhalt als Aushilfslehrer an zwei Mädchenpensionaten bestreiten, die Tanten von ihm in Altona leiteten. 1844 erhielt er ein dänisches Reisestipendium (das Herzogtum Schleswig gehörte damals zum Dänischen Gesamtstaat und stand in Personalunion mit Dänemark und Holstein) und besuchte zunächst Frankreich, dann vor allem Italien, wo er seine Beschäftigung mit römischen Inschriften begann. Er trat in Kontakt mit dem Instituto di corrispondenza archeologica und plante eine Sammlung aller bekannten lateinischen Inschriften, die im Gegensatz zu früheren Corpora auf dem Autopsieprinzip beruhen sollte. Als ersten Schritt sammelte Mommsen die Inschriften des damaligen Königreichs Neapel.
1847 kehrte Mommsen nach Deutschland zurück, musste vorerst aber wieder als Lehrer arbeiten. Während der Märzrevolution von 1848 wurde er Journalist in Rendsburg und vertrat energisch seine liberalen Überzeugungen. 

### Anfänge als Akademiker

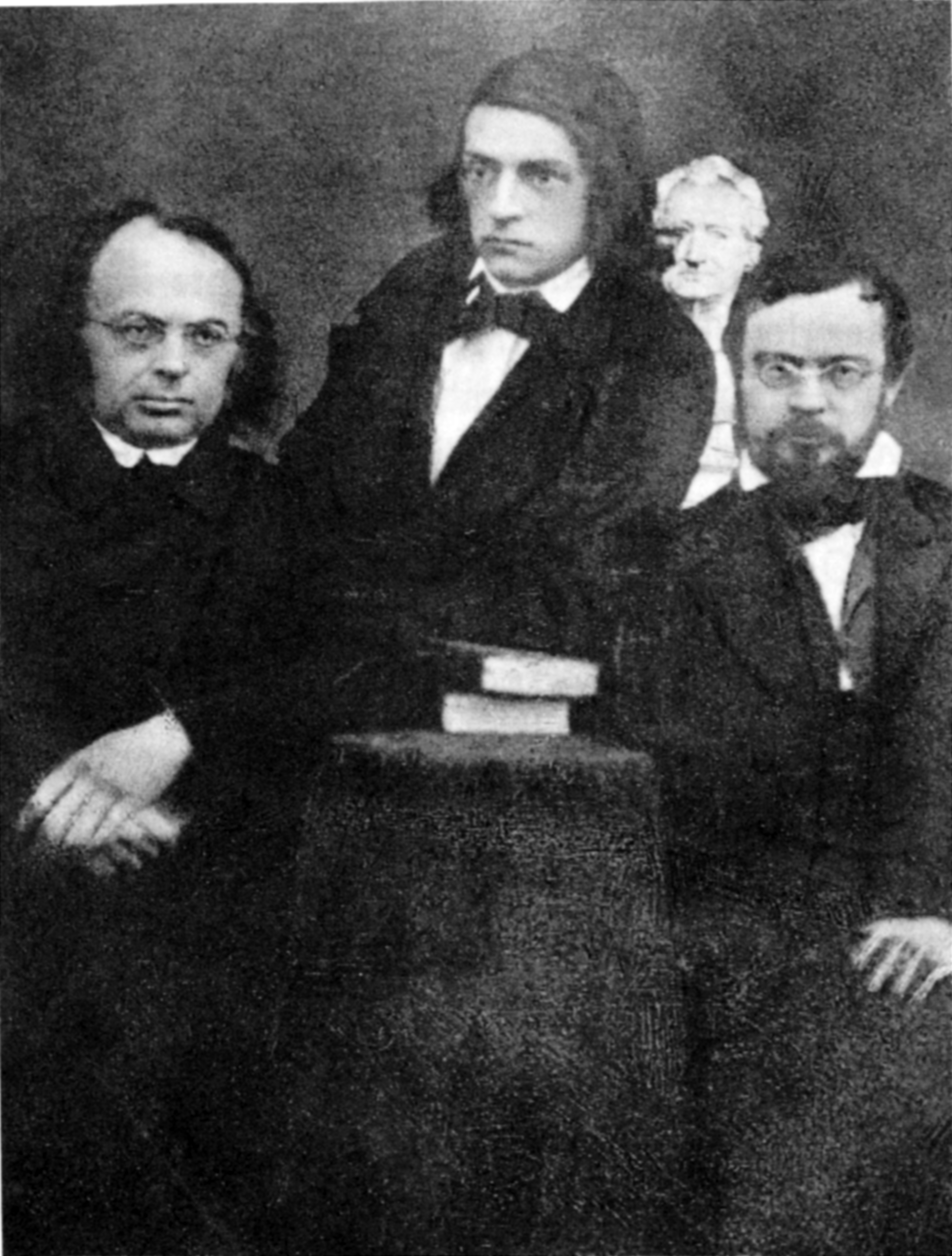
Der junge Theodor Mommsen (Mitte) mit Moriz Haupt und Otto Jahn (Daguerreotypie, Leipzig 1848)

Im Herbst 1848 erhielt Mommsen einen Ruf als außerordentlicher Professor für Rechtswissenschaft nach Leipzig und konnte so endlich die wissenschaftliche Laufbahn einschlagen. Er begann eine umfangreiche Publikationstätigkeit, blieb aber auch politisch aktiv, zusammen mit seinen Freunden und Professorenkollegen Moriz Haupt und Otto Jahn. Wegen ihrer Beteiligung am sächsischen Maiaufstand 1849 wurden die drei angeklagt und 1851 aus dem Hochschuldienst entlassen.
Nach dem politisch bedingten Verlust der Professur in Leipzig folgte er einem Ruf an den neugeschaffenen Lehrstuhl für Römisches Recht an die Universität Zürich. Hier lehrte er vom 29. April 1852 bis zum 27. August 1854. Ein Vortrag jener Zeit für die Antiquarische Gesellschaft in Zürich erschien später im Druck unter dem Titel Die Schweiz in römischer Zeit. In Zürich fühlte er sich jedoch sehr unwohl; er klagte in einem Brief über die Schweizer: „Die gehören zum Froschgeschlecht, und man muss Gott danken, wenn sie Hochdeutsch sprechen und eine Serviette auf den Tisch legen.“ Er wollte daher gern nach Deutschland zurückkehren und folgte 1854 einer Berufung nach Breslau, wo er mit dem Privatdozenten Jacob Bernays Freundschaft schloss. Allerdings gefiel Mommsen auch Breslau nicht; vor allem stießen ihn die dortigen Studenten ab: „Die meisten stinken, alle sind faul“. 1858 erfüllte sich dann Mommsens sehnlichster Wunsch: Er wurde auf eine Forschungsprofessur an die Preußische Akademie der Wissenschaften in Berlin berufen und erhielt 1861 einen Lehrstuhl für römische Altertumskunde an der Berliner Friedrich-Wilhelms-Universität, wo er bis 1885 Vorlesungen hielt (eine Aufgabe, die für ihn deutlich hinter die Forschungsaktivitäten zurücktrat).

### Höhepunkt der akademischen Laufbahn

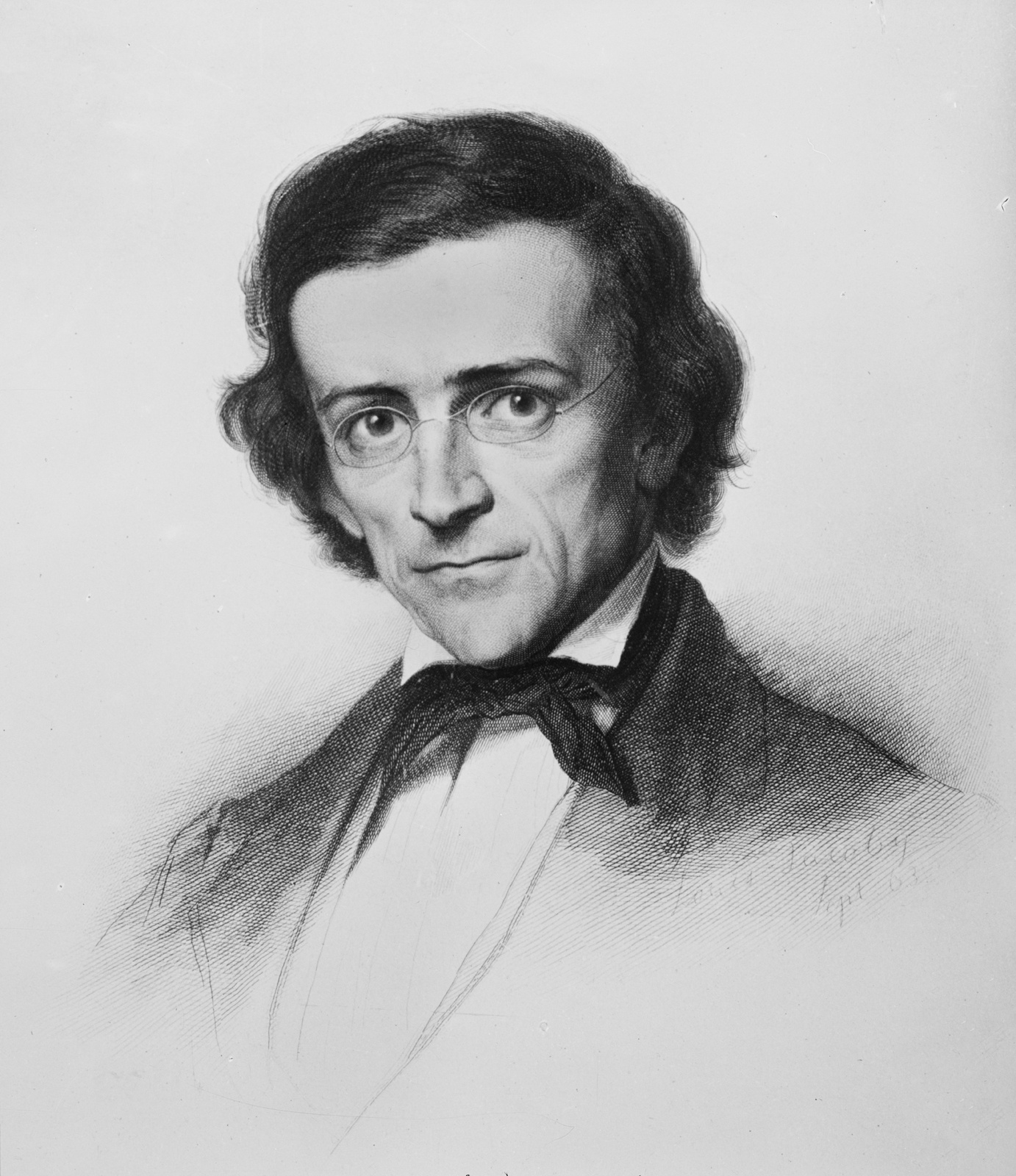
Theodor Mommsen (Stich von Louis Jacoby, 1863)

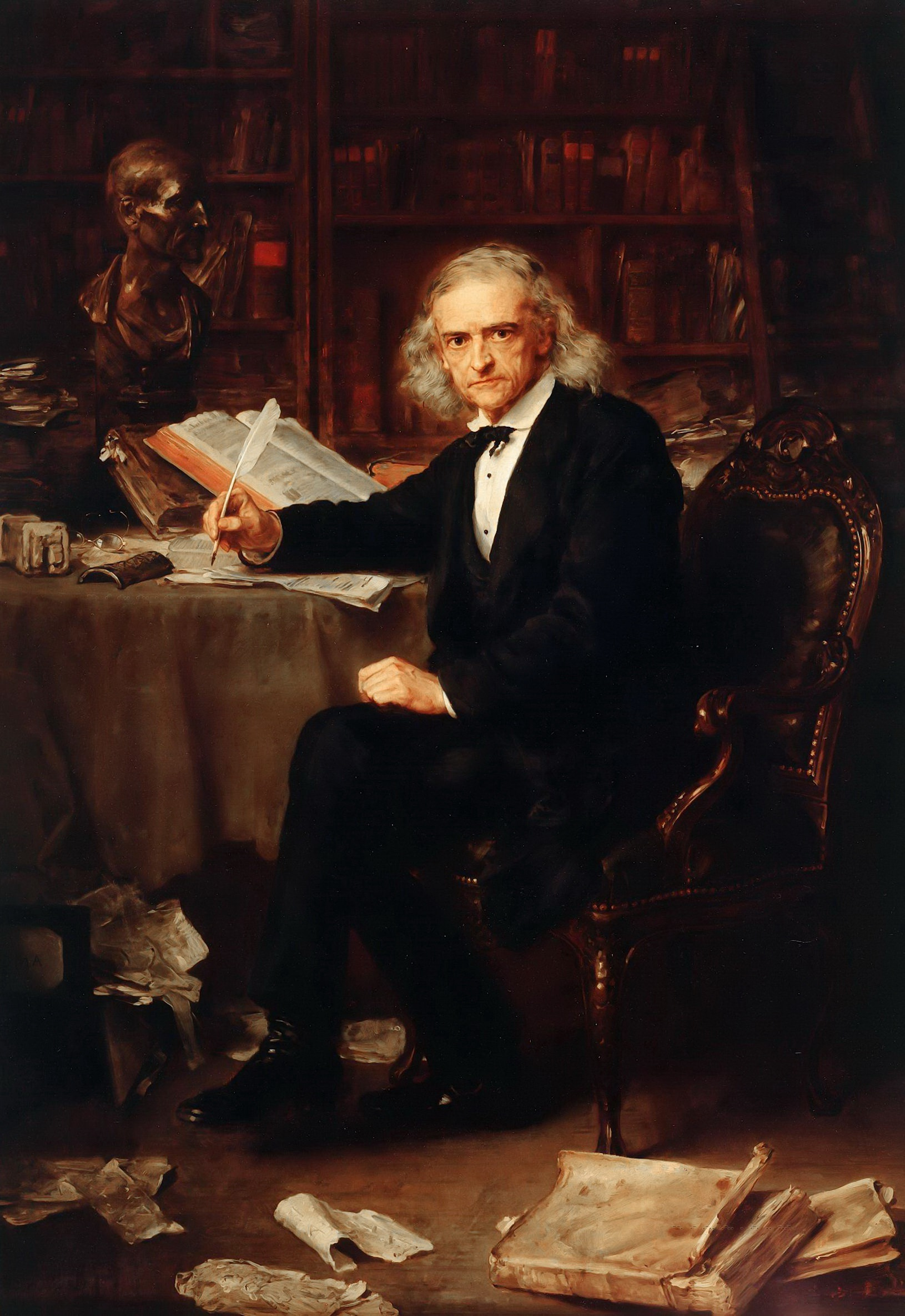
Der Historiker Theodor Mommsen (Gemälde von Ludwig Knaus, 1881)

Rufe an andere Universitäten, die er erhielt, nutzte Mommsen fortan zu Verbesserungen seiner Stellung in Berlin. Rasch stieg er zu einem international und weit über die Fachgrenzen hinweg berühmten Gelehrten auf. Mommsen war Mitglied der Königlich Sächsischen Gesellschaft der Wissenschaften in Leipzig sowie ab 1852 auswärtiges Mitglied der Königlich Bayerischen Akademie der Wissenschaften, ab 1864 Ehrenmitglied (Honorary Fellow) der Royal Society of Edinburgh, seit 1866 assoziiertes Mitglied der Königlichen Akademie von Belgien, seit 1872 Mitglied der American Academy of Arts and Sciences, seit 1876 socio straniero der Accademia Nazionale dei Lincei in Rom und ab 1895 auswärtiges Mitglied der Académie des inscriptions et belles-lettres. 1856 verlieh ihm die Philosophische Fakultät der Universität Greifswald seine erste Ehrendoktorwürde. Bereits 1877 wurde er zum Ehrenmitglied der philosophisch-historischen Klasse der Kaiserlichen Akademie der Wissenschaften in Wien gewählt, 1893 wurde er Ehrenmitglied der Russischen Akademie der Wissenschaften in Sankt Petersburg.
Bei seinen Studenten war Mommsen unbeliebt, er galt als schlechter und herrischer Dozent. Immer wieder griff er in Berufungsverfahren jedoch zugunsten seiner akademischen Schüler ein und sicherte ihnen Lehrstühle, etwa im Falle Otto Seecks und Ulrich Wilckens. Beide Male hatte Karl Julius Beloch, der mit Mommsen zerstritten war, das Nachsehen. Den meisten von Mommsens Schülern gelang es nie, aus dem Schatten ihres übermächtigen Lehrers zu treten, zumal dieser auf die meisten von ihnen als „die junge Impotenz“ herabblickte. Andere jüngere Gelehrte und einige Schüler Mommsens bemühten sich hingegen bewusst, sich von ihrem akademischen Lehrer zu emanzipieren. Unter diesen ist Max Weber der bedeutendste, den Mommsen angeblich für seinen einzig würdigen Nachfolger hielt, der sich aber noch vor der Promotion der Soziologie zuwandte.
Bei einem Wohnungsbrand am 12. Juli 1880 ging in Mommsens Arbeitszimmer die damals besterhaltene Abschrift der Gotengeschichte des Jordanes verloren. Seine Bibliothek wurde fast ganz zerstört. Auch seine Vorlesungsskripte, die er eigentlich als Grundlage für eine Publikation vorgesehen hatte, wurden ein Raub der Flammen.
Für seine wissenschaftlichen Leistungen wurde Mommsen hoch geehrt (Orden Pour le Mérite für Wissenschaften und Künste 1868, Ehrenbürgerschaft von Rom). Er war inzwischen auch jenseits der Fachkreise weltberühmt; Mark Twain etwa begegnete ihm 1892 in Berlin und war tief beeindruckt. Mommsen erhielt 1902 für sein Hauptwerk, die Römische Geschichte, den Nobelpreis für Literatur. Von dem Preisgeld spendete er 5000 Mark für den Magistrat der damaligen Stadt Charlottenburg, die der Volksbibliothek (1000 Mark), den beiden Gymnasien (je 1000 Mark) und den Armen (2000 Mark) zugutekommen sollten.

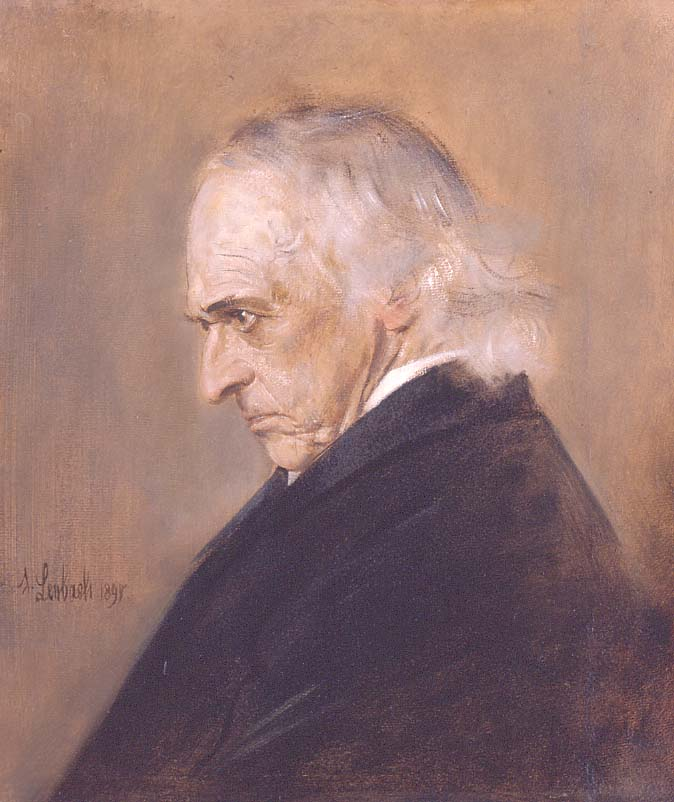
Theodor Mommsen (Porträt von Franz von Lenbach, 1897)

### Ehe und Nachkommen
Mit seiner Frau Marie Auguste (1832–1907), einer Tochter des Leipziger Verlegers Karl August Reimer, mit der er seit 1854 verheiratet war, hatte Mommsen 16 Kinder, von denen zwölf das Erwachsenenalter erreichten. Eine Universitätslaufbahn schlug keines der Kinder ein: 
- Der älteste Sohn Wolfgang war Kaufmann im Wollhandel,
- Karl studierte Jura, arbeitete zunächst als Syndikus bei Siemens & Halske und wurde dann Direktor der Mitteldeutschen Kreditbank,
- Ernst wurde Arzt, war Patensohn von Carl Ludwig und heiratete Clara Weber, die Schwester von Max Weber
- Marie heiratete den Klassischen Philologen Ulrich von Wilamowitz-Moellendorff,
- Hans war Ingenieur und Gaswerkdirektor,
- Konrad war Admiral und Flottenchef der Reichsmarine.[1][9]

Zu Theodor Mommsens Enkeln zählen die Historiker Wilhelm Mommsen und Theodor E. Mommsen, der spätere Präsident des Bundesarchivs Wolfgang A. Mommsen, der Manager und Regierungsbeamte Ernst Wolf Mommsen. Theodor Mommsens Urenkel Hans Mommsen und Wolfgang J. Mommsen haben die Geschichtswissenschaft im Nachkriegsdeutschland entscheidend mitgeprägt. Sein Ururenkel Oliver Mommsen macht als Schauspieler Karriere.
Das Grab Mommsens befindet sich auf dem Dreifaltigkeitskirchhof II an der Bergmannstraße in Berlin-Kreuzberg, als Ehrengrab des Landes Berlin, im Feld M1.

## Wissenschaftliche Werke
Mommsen verfasste über 1500 wissenschaftliche Studien und Abhandlungen zu verschiedenen Forschungsthemen, vor allem zu Geschichte und Rechtswesen des Römischen Reiches von der Frühzeit bis in die ausgehende Spätantike. Seine berühmteste Publikation ist dabei die zu Beginn seiner Karriere verfasste Römische Geschichte. Sie erschien von 1854 bis 1856 in drei Bänden und schilderte die Geschichte Roms bis zum Ende der römischen Republik und der Herrschaft Gaius Iulius Caesars, den Mommsen als genialen Staatsmann darstellte. Damit prägte Mommsen das höchst positive Caesarbild der deutschen Forschung für fast ein Jahrhundert. Die politischen Auseinandersetzungen vor allem der späten Republik werden von Mommsen in der Terminologie mit den politischen Entwicklungen des 19. Jahrhunderts (Nationalstaat, Demokratie) verglichen. Das engagiert geschriebene Werk gilt, wiewohl in vielem überholt, nicht zuletzt aufgrund seiner literarischen Qualität als Klassiker der Geschichtsschreibung.
Eine Fortsetzung der römischen Geschichte in die Kaiserzeit hinein schrieb Mommsen, dessen wissenschaftliche Herangehensweise an die Antike sich in späteren Jahren sehr stark wandelte, nie; nur Mitschriften seiner Vorlesungen über die römische Kaisergeschichte wurden (erst 1992) veröffentlicht. 1885 erschien als Band 5 der Römischen Geschichte eine systematische Darstellung der römischen Provinzen in der frühen Kaiserzeit.
Für die althistorische und rechtshistorische Forschung nach wie vor von großer Bedeutung ist die dreibändige (1871–1888) systematische Darstellung des römischen Staatsrechts in seinem Werk Römisches Staatsrecht. Des Weiteren schrieb er ein Werk über das römische Strafrecht (Römisches Strafrecht, 1899).

## Mommsen als Wissenschaftsorganisator
An der Berliner Akademie, wo er von 1874 bis 1895 Sekretär der Historisch-Philologischen Klasse war, organisierte Mommsen zahlreiche wissenschaftliche Großunternehmen, vor allem Quelleneditionen. Darüber hinaus übte er durch enge Kontakte zu Friedrich Althoff zeitweilig großen Einfluss auf die preußische Wissenschafts- und Hochschulpolitik aus.

### Corpus Inscriptionum Latinarum
Die Sammlung aller bekannten antiken lateinischen Inschriften (Corpus Inscriptionum Latinarum) hatte Mommsen bereits zu Beginn seiner wissenschaftlichen Laufbahn konzipiert, als er modellhaft die Inschriften des Königreichs Neapel herausgab (1852). Das vollständige Corpus Inscriptionum Latinarum sollte 16 Bände umfassen, von denen 15 zu Mommsens Lebzeiten noch erschienen, fünf von Mommsen selbst erarbeitet. Grundprinzip für die Edition war, im Gegensatz zu früheren Sammlungen, das Autopsieprinzip, bei dem alle erhaltenen Inschriften im Original überprüft wurden. Für das Projekt nutzte er nicht nur die Preußische Akademie, sondern auch das Königlich-preussische Archäologische Institut, dessen Zentraldirektion er lange Zeit angehörte. Etwa bei der Vergabe von Reisestipendien oder bei der Besetzung von Institutspositionen steuerte er eine ausdrücklich gewünschte epigraphische Teilausrichtung des Instituts. 20 Jahre hatte Mommsen für die Umsetzung des Sammlungsvorhabens der antiken lateinischen Inschriften angesetzt. Es existiert allerdings auch im 21. Jahrhundert noch, nunmehr an der Berlin-Brandenburgischen Akademie der Wissenschaften.

### Erforschung des Obergermanisch-Rätischen Limes
Unter Mommsens Leitung nahm 1892 die Reichs-Limeskommission ihre Arbeit auf, deren Ziel es war, den genauen Verlauf und die Lage der Kastelle des Obergermanisch-Rätischen Limes zu ergründen. Die Forschungsberichte über die Ausgrabungen füllten vierzehn Bände und gelten noch heute als einzigartige Pioniertat der Aufarbeitung germanisch-römischer Geschichte.

### Weitere Editionen und Forschungsunternehmen
Mommsen gab auch die für das römische Recht grundlegenden kaiserlichen Gesetzessammlungen Corpus iuris civilis und Codex Theodosianus heraus. Ferner war er maßgeblich beteiligt an den Monumenta Germaniae Historica, wo er die Reihe der Auctores antiquissimi begründete; zu den dabei von ihm selbst edierten spätantiken lateinischen Autoren gehörten Jordanes (De origine actibusque Getarum) und Hydatius von Aquae Flaviae (Continuatio Chronicorum Hieronymianorum). Hinzu kamen die Edition der Schriften der Kirchenväter und zahlreiche weitere Unternehmungen. So regte er neben dem Corpus Inscriptionum Latinarum an der Berliner Akademie noch zwei weitere wichtige Forschungsvorhaben an, die bis ins 21. Jahrhundert Bestand hatten, nämlich das Griechische Münzwerk und die Prosopographia Imperii Romani.
Nach Theodor Mommsen wurde später die Mommsen-Gesellschaft benannt, die Vereinigung der deutschsprachigen Altertumswissenschaftler.

## Mommsen als Politiker
Neben seiner wissenschaftlichen Tätigkeit war Mommsen auch politisch aktiv und beschäftigte sich unter anderem kritisch mit den Themen Antisemitismus, Imperialismus und als Zeitgenosse der Revolutionen 1848/1849 mit dem Liberalismus.
Mommsen war 1861 Mitgründer der liberalen Deutschen Fortschrittspartei. Von 1863 bis 1866 und von 1873 bis 1879 war er Abgeordneter im preußischen Landtag, von 1881 bis 1884 im Reichstag, zuerst für die Fortschrittspartei, später für die Nationalliberalen, schließlich für die Liberale Vereinigung. Er beschäftigte sich vorwiegend mit Fragen der Wissenschafts- und Bildungspolitik und genoss beträchtliche Autorität: „Wenn der als liberal geltende Mommsen, der gegen Imperialismus und Antisemitismus eintrat, sich äußerte, gab es große Resonanz.“ Aus Enttäuschung über die Politik des Kaiserreichs, dessen Zukunft er sehr pessimistisch sah, empfahl er schließlich eine Zusammenarbeit der Liberalen mit der Sozialdemokratie. Über die Sozialpolitik geriet Mommsen 1881 in Auseinandersetzung mit Otto von Bismarck.
Im sogenannten Berliner Antisemitismusstreit 1879/1880 wandte er sich gegen seinen Historikerkollegen Heinrich von Treitschke, der die Parole „Die Juden sind unser Unglück“ geprägt und den Judenhass damit in Mommsens Augen salonfähig gemacht hatte. Mommsen war im Jahr 1890 einer der führenden Gründer des Vereins zur Abwehr des Antisemitismus. Die Freie Wissenschaftliche Vereinigung wählte ihn 1887 zum Ehrenmitglied.

## Ehrungen, Gedenkstätte, Denkmäler, Straßen und Gebäude

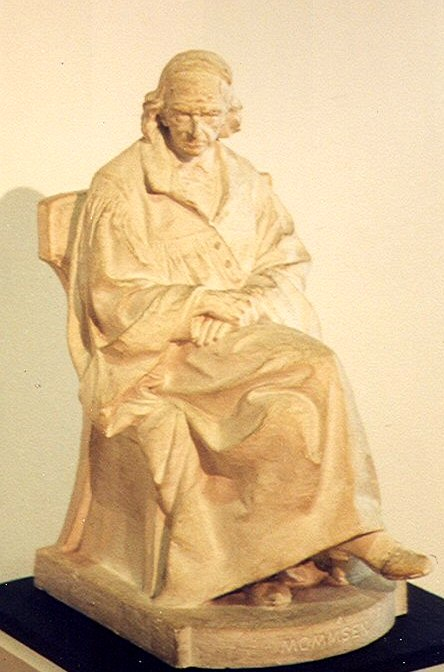
Der Bildhauer Fritz Schaper schuf 1905 eine Modellskizze
für das Berliner Mommsen-Denkmal.

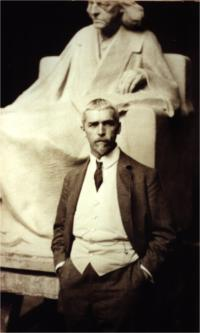
Bildhauer Adolf Brütt vor seinem Theodor-Mommsen-Denkmal, in der Weimarer Bildhauerschule (1908)

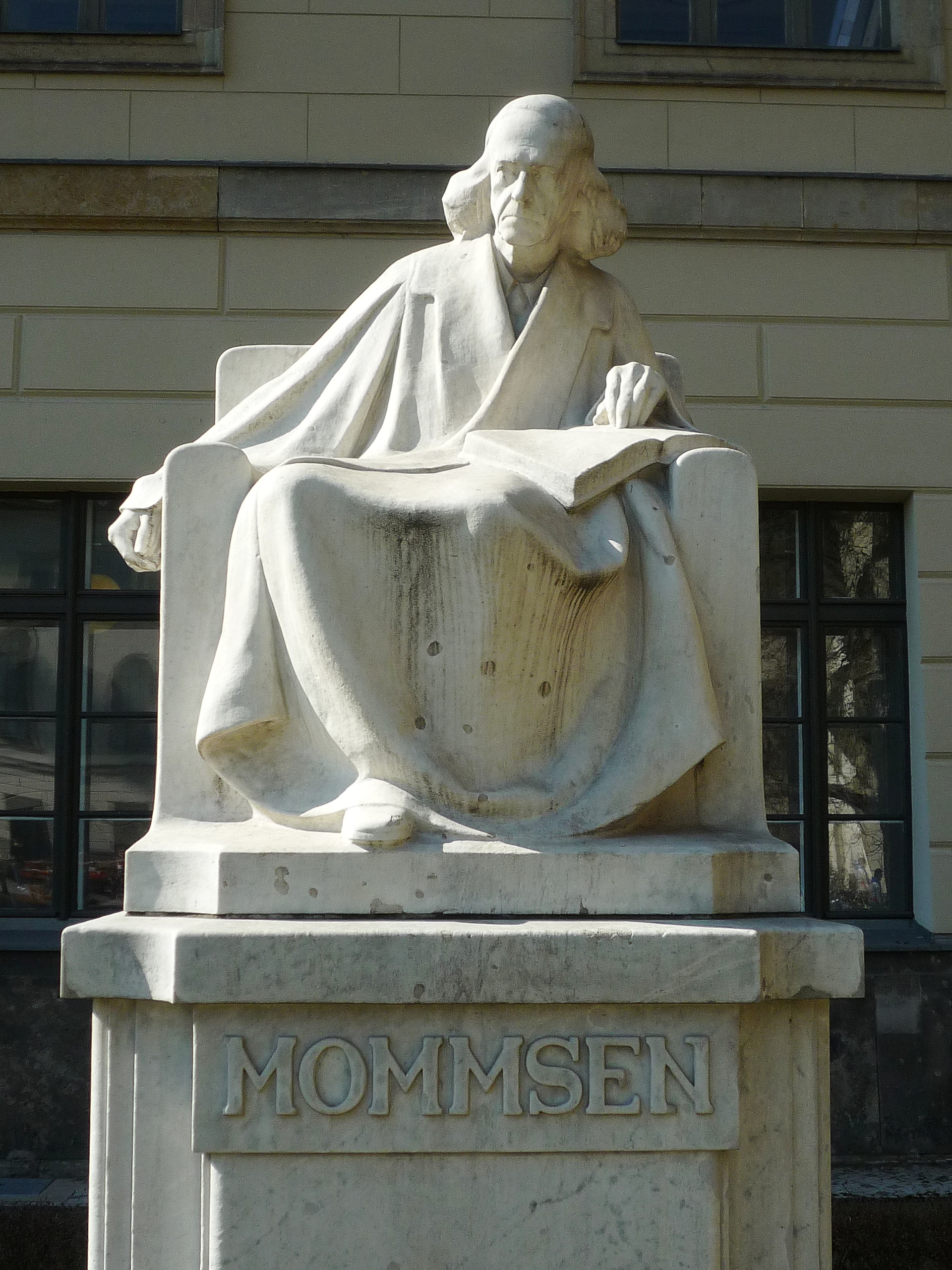
Denkmal des Nobelpreisträgers Mommsen vor der Humboldt-Universität, von Adolf Brütt (1909)

In Mommsens Geburtsstadt Garding wurde 1987 eine Gedenkstätte zu seinem Leben und Werk eingerichtet, das Theodor-Mommsen-Gedächtnis neben seinem Geburtshaus, an dem seit 1903 eine Gedenktafel angebracht ist.
Bereits seit der Frühzeit des neuen Mediums entstanden Fotografien Mommsens in großer Zahl, über deren Veröffentlichung der Historiker, der die Bedeutung medialer Präsenz für seinen Ruf als Wissenschaftler und Schriftsteller klar erkannt hatte, sorgfältig wachte. Eine Liste der zahlreichen Fotografien und Xylographien Mommsens verzeichnet Hans Markus von Kaenel.
Zeichnungen, Radierungen und Lithografien mit Mommsens Porträt wurden von zahlreichen namhaften Künstlern geschaffen, darunter Heinrich Böse (1897–1982), Walter Gramatté (1897–1929), Carl Friedrich Irminger (1813–1863), Louis Jacoby (1828–1918), Meinhard Jacoby (1873–1956), Károly Józsa (1876–1929), Moritz Klinkicht (1849–1932), Arthur Krampf (1864–1950), Wilhelm Krauskopf (1847–1921), Rudolf Lehmann (1819–1905), Ernesto Mancastroppa (1857–1909), Adolph von Menzel (1815–1905), Hans Olde (1855–1917), William Blake Richmond (1842–1921), Gustav Richter (1823–1884), Fritz Schulze (1838–1914), Hans Seydel (1866–1916), Fritz Werner (1827–1908).
Gemälde mit Mommsens Porträt stammen von Willi Becker (1899–1963), Emanuel Grosser (1874–1921), Alphons Hollaender (1845–1923), Ludwig Knaus (1829–1910), Franz von Lenbach (1836–1904), Sabine Lepsius (1864–1942), Hans Schadow (1862–1924), Cesare Tropea (1861–1914[?]), Friedrich Weidig (1859–1933). Hinzu kommen Historienbilder von William Pape (1859–1920) und Anton von Werner (1843–1915).
Porträtbüsten und Statuetten schufen Reinhold Begas (1831–1911), Gustav Eberlein (1847–1926), Ferdinand Hartzer (1838–1906), Hermann Rudolf Heidel (180–1865), Meinhard Jacoby, Hans Hugo Lederer (1871–1949), Walter Lobach (1863–1926), Karl Pracht (1866–1917), Fritz Schaper (1841–1919), Maria Schlafhorst (1865–1925), Heinrich Splieth (1877–1929), Joseph Uphues (1850–1911) (Mommsen-Porträt für Darstellung des Chronisten der Mark Brandenburg Heinrich von Antwerpen herangezogen, s. dazu unten).
Zahlreiche Medaillen und Plaketten mit dem Bildnis Mommsens wurden wie für andere bekannte Persönlichkeiten auch für den berühmten Althistoriker entworfen.
Gedenktafeln und -monumente stammen von Adolf Brütt (1855–1939), Johannes Götz (1865–1934), Josef Kowarzik (1860–1911).
Auch auf Postkarten, Reklamesammelbildern und Briefmarken wurde Mommsens Porträt verbreitet.
Schließlich war Mommsen auch Bildthema von Karikaturen.
Anlässlich der Jahrhundertfeier der Berliner Universität wurde am 1. November 1909, am Todestage Mommsens, das von Adolf Brütt in Weimar geschaffene Sitzbild enthüllt.
Der Berliner Bildhauer Heinrich Splieth schuf eine Mommsen-Büste, die, in Bronze gegossen, in Garding auf einem Sockel als Denkmal aufgestellt wurde. Im Jahre 2001 wurde sie gestohlen und ist seitdem nicht wieder aufgetaucht. Die Mommsen-Büste, welche Besucher der Stadt heute auf dem Marktplatz in Garding besichtigen können, ist ein Abguss einer Büste des Berliner Bildhauers Karl Pracht.
In der nicht mehr existierenden Mommsen-Apotheke in Berlin-Charlottenburg stand ein Abguss der Marmorbüste Mommsens, die der Bildhauer Ferdinand Hartzer 1905 für die Galerie der Berliner Professoren in der Friedrich-Wilhelms-Universität geschaffen hatte.
In mehreren Orten sind Straßen nach Mommsen benannt worden. Gleiches gilt für Schulen. Die Filmreihe Die Lümmel von der ersten Bank spielt an einem fiktiven Mommsen-Gymnasium in Baden-Baden. In Berlin trägt das Mommsenstadion seinen Namen. Es gab auch ein 1903 eröffnetes Mommsen-Gymnasium in der Wormser Straße in Berlin-Charlottenburg, das nach dem Krieg mit dem Kaiserin-Augusta-Gymnasium zusammengelegt wurde, das heutige Heinz-Berggruen-Gymnasium. Mommsen spendete noch für die Lehrerbibliothek vor seinem Tod. Das Gymnasium Theodor-Mommsen-Schule in Bad Oldesloe, wo er aufwuchs, ist nach ihm benannt.
Sehr wahrscheinlich nach der Physiognomie des achtzigjährigen Mommsen gestaltete der Bildhauer Joseph Uphues die Figur des im 12. und 13. Jahrhundert wirkenden Brandenburger Domherrn und Historiographen Heinrich von Antwerpen, jedenfalls ist laut Uta Lehnert die Ähnlichkeit „wohl nicht zufällig“. Die Büste war eine Nebenfigur der Denkmalgruppe 3 mit dem zentralen Standbild für Otto II. in der Berliner Siegesallee und wurde am 22. März 1899 enthüllt.
Am 1. Mai 2003 erhielt ein Asteroid Theodor Mommsens Namen: (52293) Mommsen.

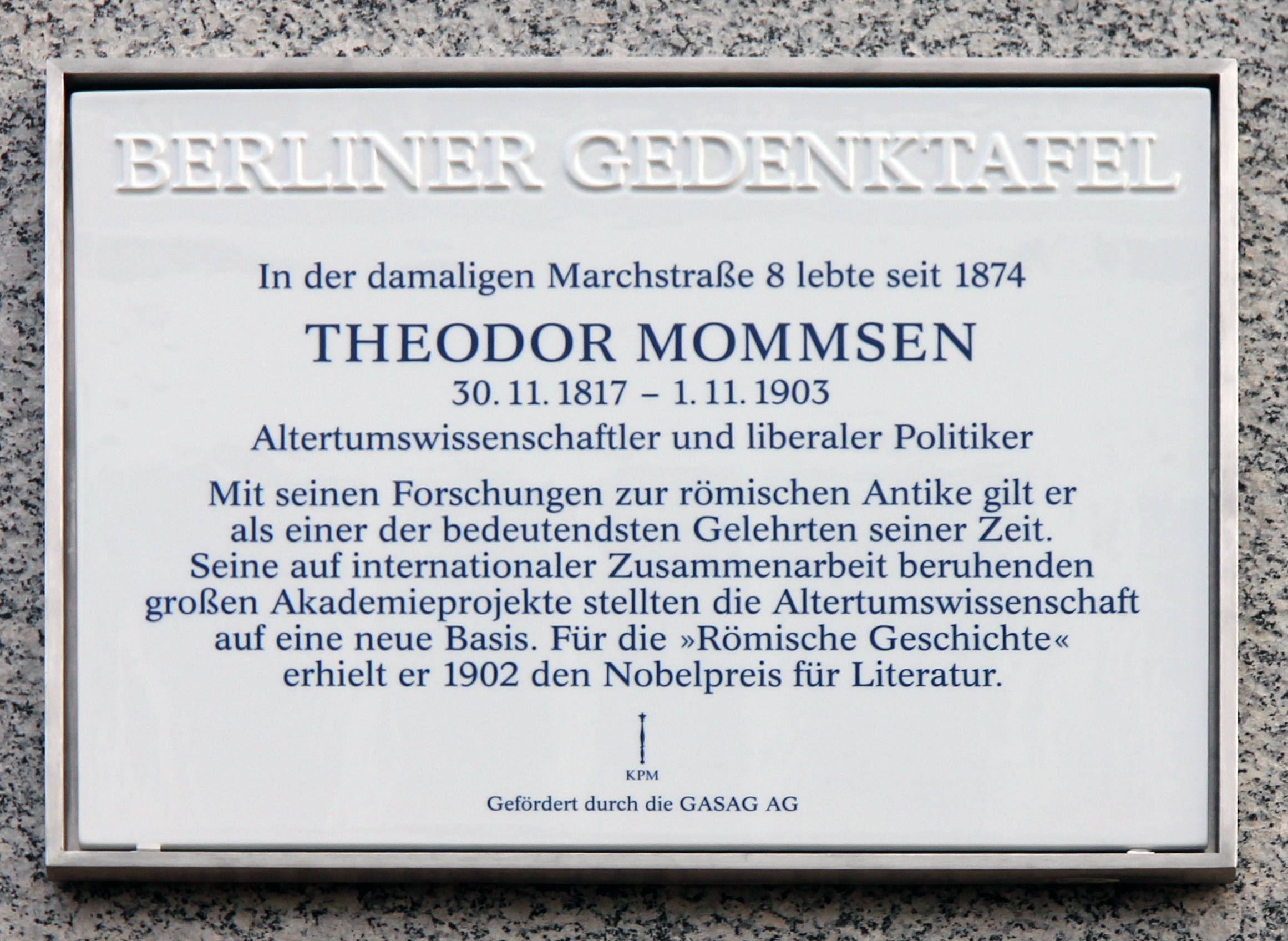
Berliner Gedenktafel am Haus Straße des 17. Juni 152, in Berlin-Charlottenburg

Am 1. Dezember 2017 wurde an seinem ehemaligen Wohnort, Berlin-Charlottenburg, Marchstraße 8 (heute: Straße des 17. Juni 152), eine Berliner Gedenktafel enthüllt.
Eine intensive Ehrung widerfuhr Mommsen durch die zu Lebzeiten und posthum hergestellten Bildnismedaillen mit seinem Porträt, welche im zeitgenössischen Bildungsbürgertum des späten 19. und frühen 20. Jhs. eine weite Verbreitung erreichten.
Zu seinem 200. Geburtstag gab die Deutsche Post AG am 2. November 2017 ein Sonderpostwertzeichen im Nennwert von 190 Eurocent heraus. Der Entwurf stammte von der Grafikerin Julia Warbanow aus Berlin.
Im Jahr 1926 wurde ihm zu Ehren die Pflanzengattung Mommsenia Urb. & Ekman aus der Familie der Schwarzmundgewächse (Melastomataceae) benannt.